# 陳九疇 (隆慶進士)
陳九疇（1531年—？），字惟敘，江西南昌府奉新縣人，匠籍，明朝政治人物。

## 生平
嘉靖四十三年（1564年）甲子科江西鄉試第六十四名舉人。隆慶二年（1568年）中式戊辰科會試第一百名，三甲第一百九十六名進士。官至柳州府知府。

## 家族
曾祖陳萬源；祖父陳守倫；父陳大道，母黃氏。具庆下。弟九功、九章、九德。